# (2279) Barto
(2279) Barto (1968 DL; 1949 KA1; 1969 QS; 1976 JJ2) ist ein Asteroid des inneren Hauptgürtels, der am 25. Februar 1968 von der russischen Astronomin Ljudmila Iwanowna Tschernych am Krim-Observatorium in Nautschnyj (IAU-Code 095) entdeckt wurde. Er gehört zur Hertha-Familie, einer Gruppe von Asteroiden, die nach (135) Hertha benannt sind.

## Benennung
(2279) Barto wurde nach der sowjetischen Poetin Agnija Lwowna Barto (1906–1981) benannt, die ausschließlich Kinderbücher schrieb.